# Termosísmicos
Termosísmicos es una banda argentina de Rock formada en la Ciudad de Buenos Aires en el año 2010.

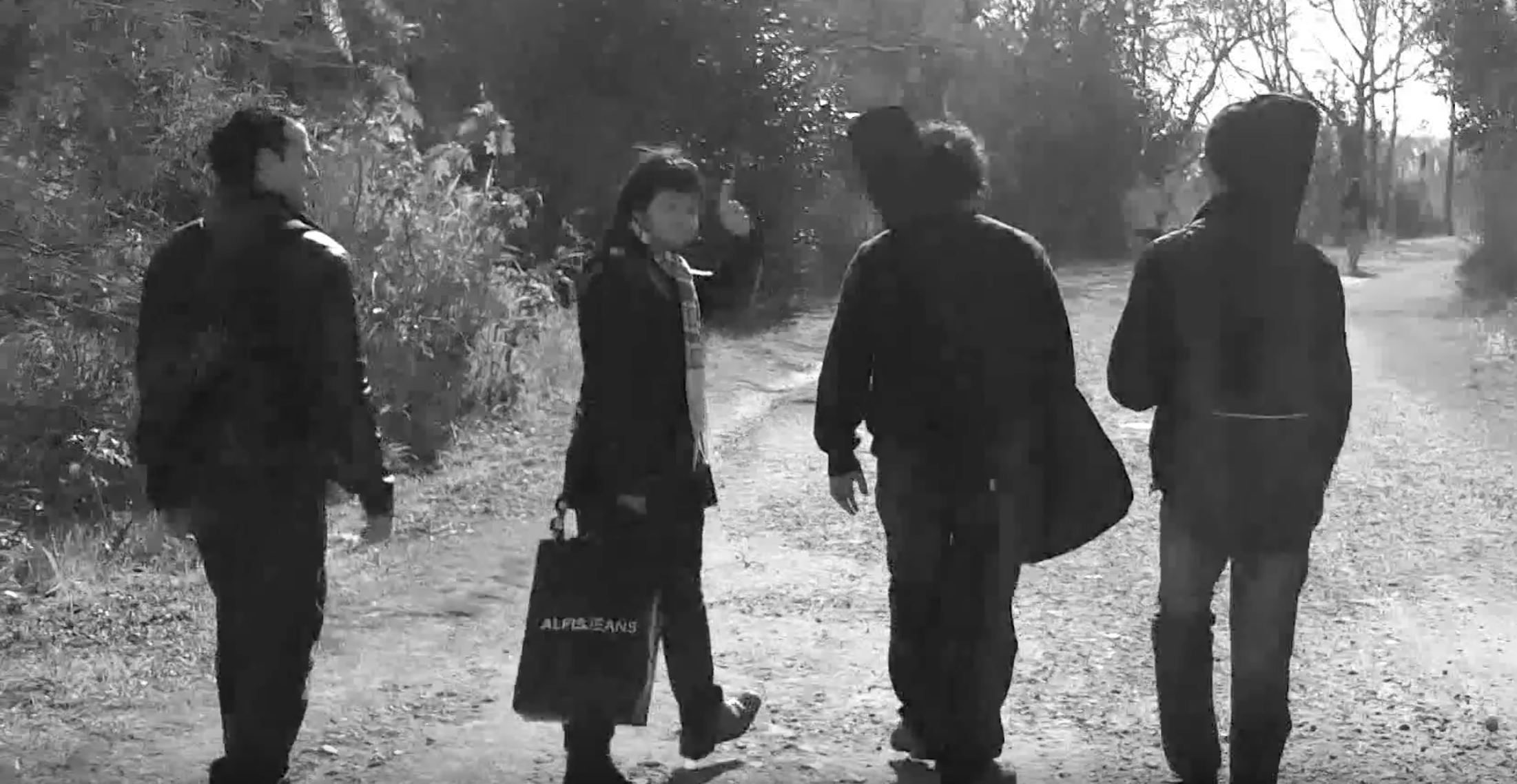

## Inicios
Con la idea de formar una banda para eventos, la banda es fundada en la Ciudad de Buenos Aires en el año 2010 bajo el nombre Bonus Track por Mariano Alonso (voz) y Pablo Gómez (teclado y coros) junto al guitarrista Esteban Cerri, el baterista Julian Gramano y el bajista Hernan Lanza. La inevitable química entre los músicos despierta así el sueño de grabar un disco con canciones propias dentro del género rock que los llevaría a componer diversos temas y comenzar a grabar covers de rock y anime. Finalmente hacia el año 2013 cambiarían de forma definitiva el nombre a Termosísismicos.
A lo largo de los años, Termosísmicos ha dado diferentes shows por distintos puntos de la Ciudad de Buenos Aires y en el interior de la Argentina. Además de contar con más de 90 vídeos publicados en las diferentes redes sociales.

### Primeros temas y disco debut
El primer tema de la banda grabado en estudio fue Quebrado en Ramos Mejía en el año 2010. En el año 2012 graban Hacia un lugar. En el año 2013 graban Aunque me vuelva a desangrar y Esclavo Matriz. Todos estos temas serían reunidos, junto a nuevas composiciones, en el disco de acceso y descarga libre Termosísmicos Full Album.

## Covers
Entre las grabaciones que la banda ha realizado desde su conformación se encuentran más de cincuenta covers de diferentes estilos. Todos ellos de acceso libre y gratuito a través del canal de YouTube de la banda.

### Covers de anime
Las versiones de openings y endings de anime han distinguido a la banda y le han valido un importante reconocimiento entre sus seguidores. Entre su repertorio se pueden encontrar grabaciones de Dragon Ball, Slam Dunk, Saint Seiya, Digimon, Pokemon y Cowboy Bebop, entre otros.

### Participación en festivales
La banda ha participado en diferentes festivales de anime de la Argentina tales como el Nihon No Tsubasa y Yukai Fest en la Ciudad de Buenos Aires al igual que en el Amaterasu Fest y el Anime Frieds Argentina en la Provincia de Buenos Aires y en Tecnópolis. En la Provincia de Salta la banda participó recientemente del Festival Dimension Comics y en el R.A. Fest en la Ciudad de Rosario.

## Conformación
- Mariano Alonso: Voz
- Pablo Gómez: Teclados y coros
- Esteban Cerri: Guitarra
- Hernan Lanza: Bajo
- Alejandro Estrella: Batería